# Parco nazionale di Kitulo
Il parco nazionale di Kitulo è un'area naturale protetta   di prateria montana sull'altopiano di Kitulo, nelle montagne meridionali della Tanzania. Il parco si trova a un'altitudine di 2.600 m, tra le cime del Kipengere e del Poroto, e copre una superficie di 412,9|km². Il terreno è di origine vulcanica, ben irrigato dalle precipitazioni e si trova a cavallo delle province di Mbeya e di Njombe.

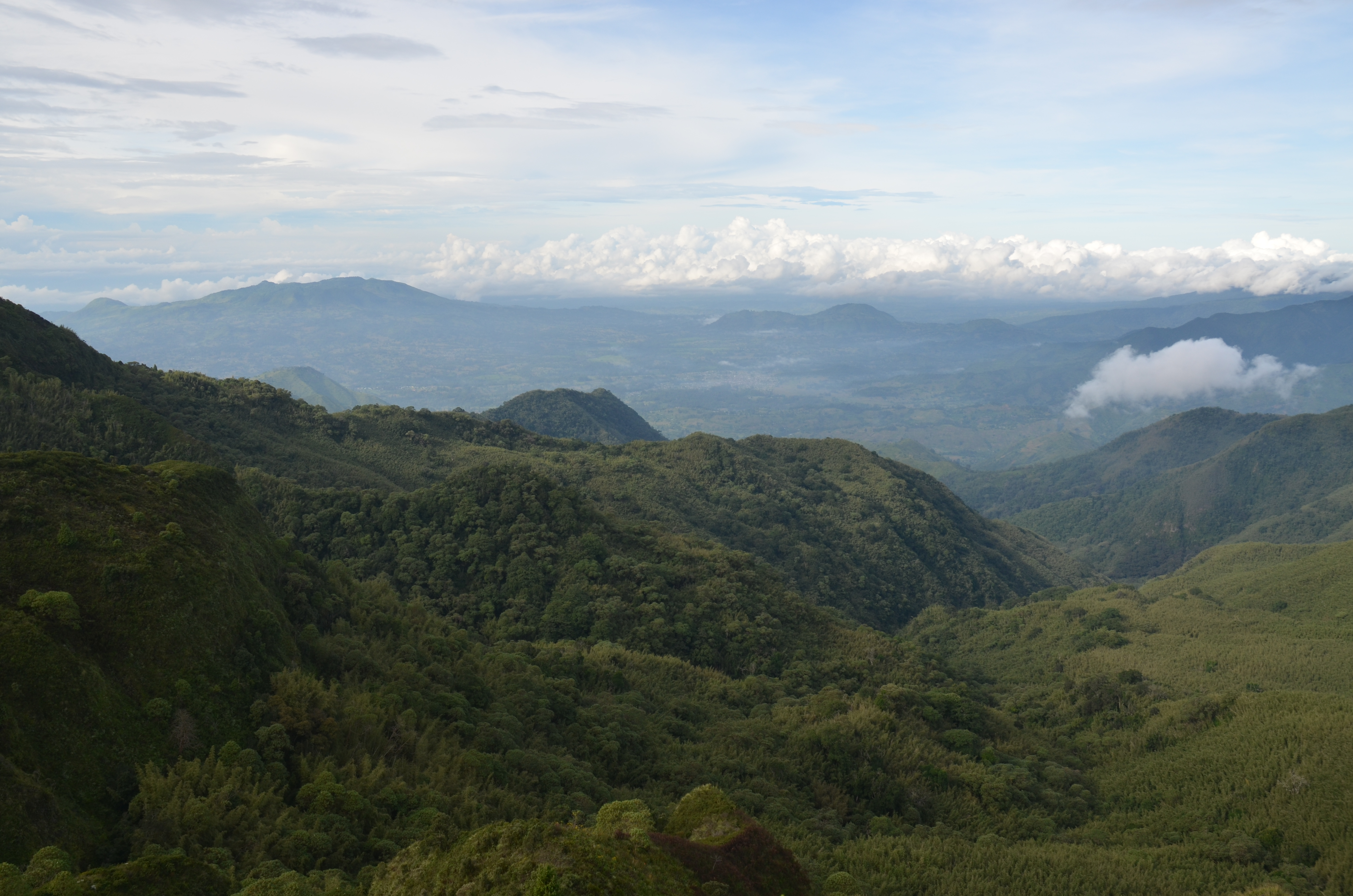
Panorama sulla Livingstone forest

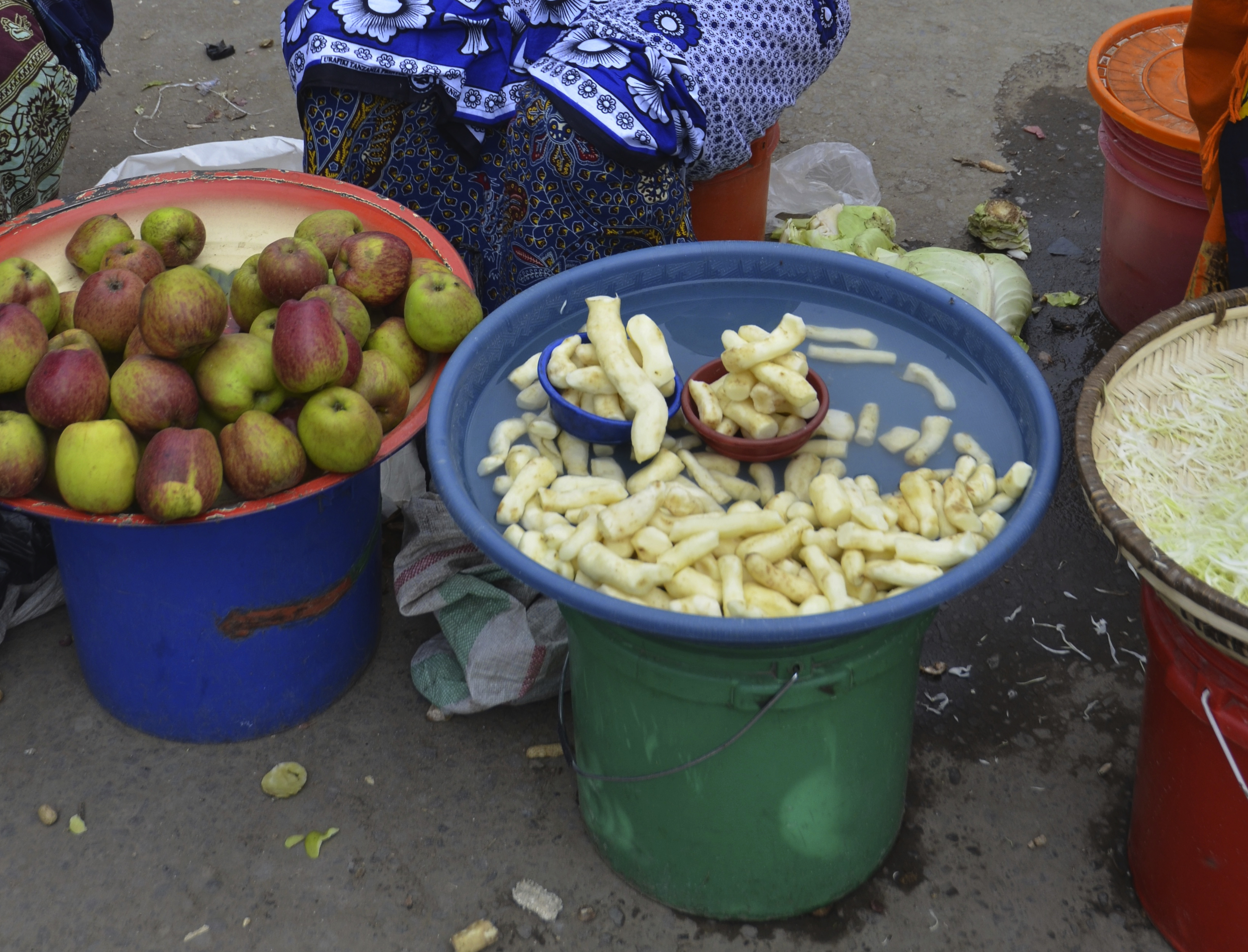
Bulbi di orchidea in vendita

Il parco è gestito dalla Tanzania National Parks (TANAPA) ed è il primo parco naturale in Africa destinato principalmente alla protezione della flora.
I locali si riferiscono all'altopano di Kitulo come "Bustani ya Mungu" ("Il giardino di Dio"), mentre i botanici lo definiscono come il  "Serengeti dei fiori".

## Storia
La protezione della flora unica dell'altopiano di Kitulo è stata proposta inizialmente dalla Wildlife Conservation Society (WCS), in risposta al crescente commercio internazionale dei bulbi di orchidea e all'aumento delle attività di disboscamento e commercio del legname nelle foreste circostanti. Nel 2002, il Presidente Benjamin Mkapa ha annunciato la costituzione del parco. Il parco è stato ufficialmente decretato nel 2005, diventando all'epoca il quattordicesimo parco nazionale. La TANAPA ha inoltre dichiarato che in futuro il parco potrebbe espandersi per comprendere le foreste del monte Rungwe.

## Flora
Kitulo è prezioso per la sua flora eccezionale, resa possibile dal cima particolarmente fresco, le abbondanti precipitazioni e la diversità degli micro-ecosistemi presenti nell'area. Sull'altopiano di Kitulo sono presenti ampie zone aperte di prateria montana e anche zone forestate, di cui un'ampia porzione risulta di difficilissimo accesso, dato che si tratta di una scarpata che declina in pochi chilometri dai 2.500 metri delle cime dei monti Kipengere (una volta conosciuti come Livingstone), fino ai 500 metri della superficie del lago Niassa. Sono registrate più di 40 specie di orchidee, di cui molte sono endemiche, ma è rilevante anche la bellezza eccezionale delle sue Kniphofia gialle e arancioni, la grande varietà di Aloe, le Protea, i gerani, le lobelie giganti, i gigli, le asteracee di cui 30 specie sono endemiche del sud della Tanzania.

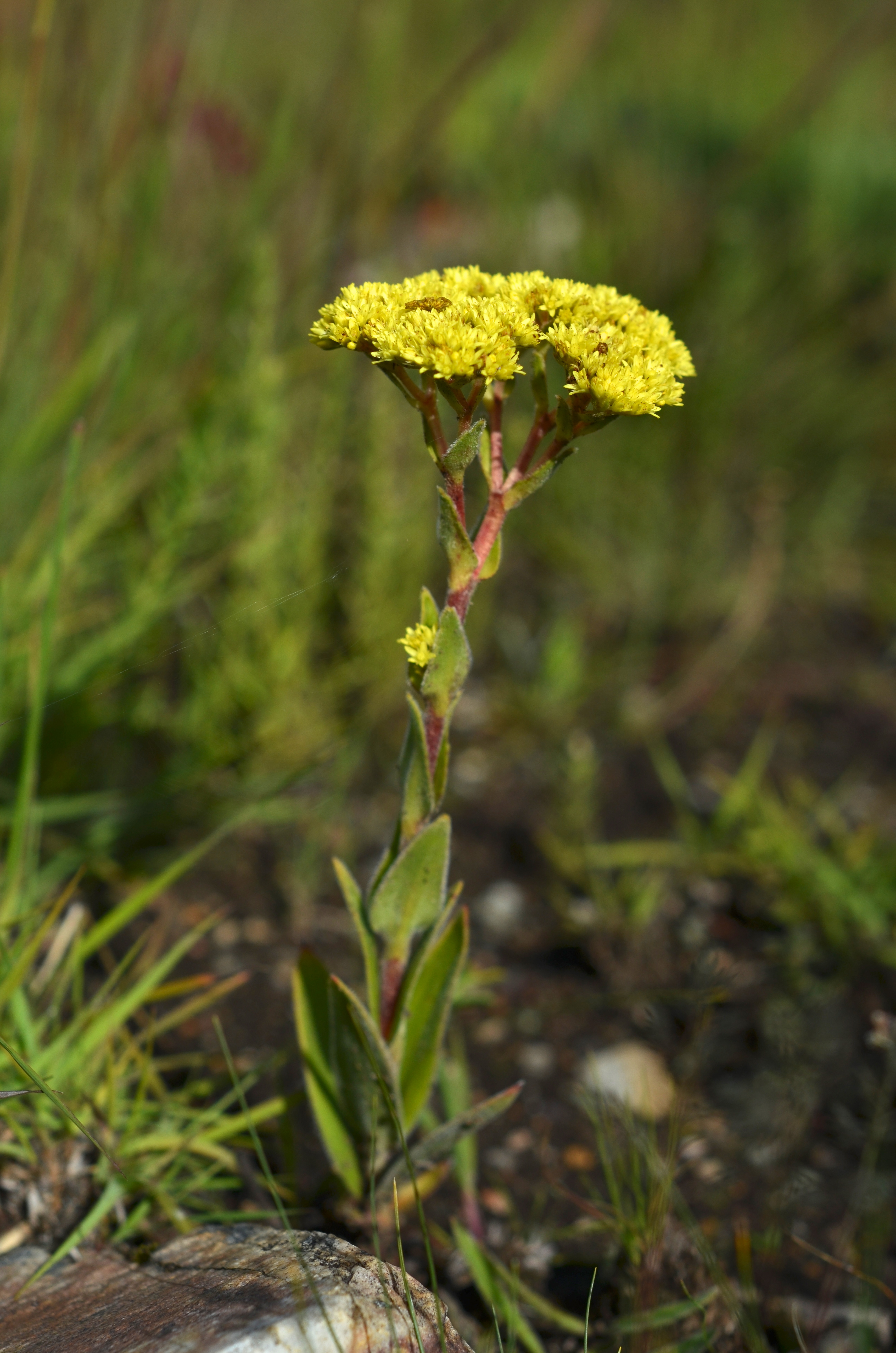
Crassula vaginata
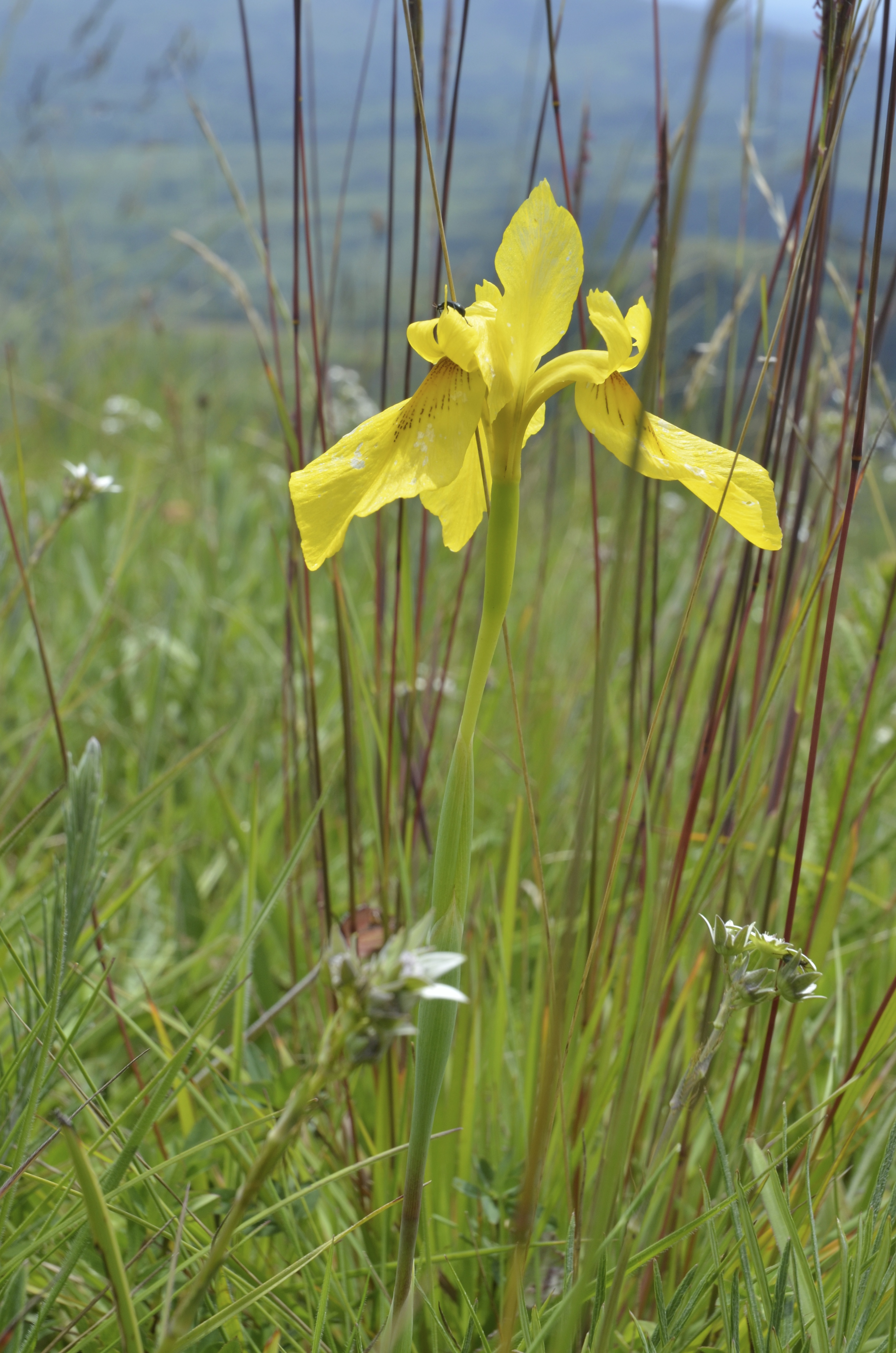
Moraea tanzanica
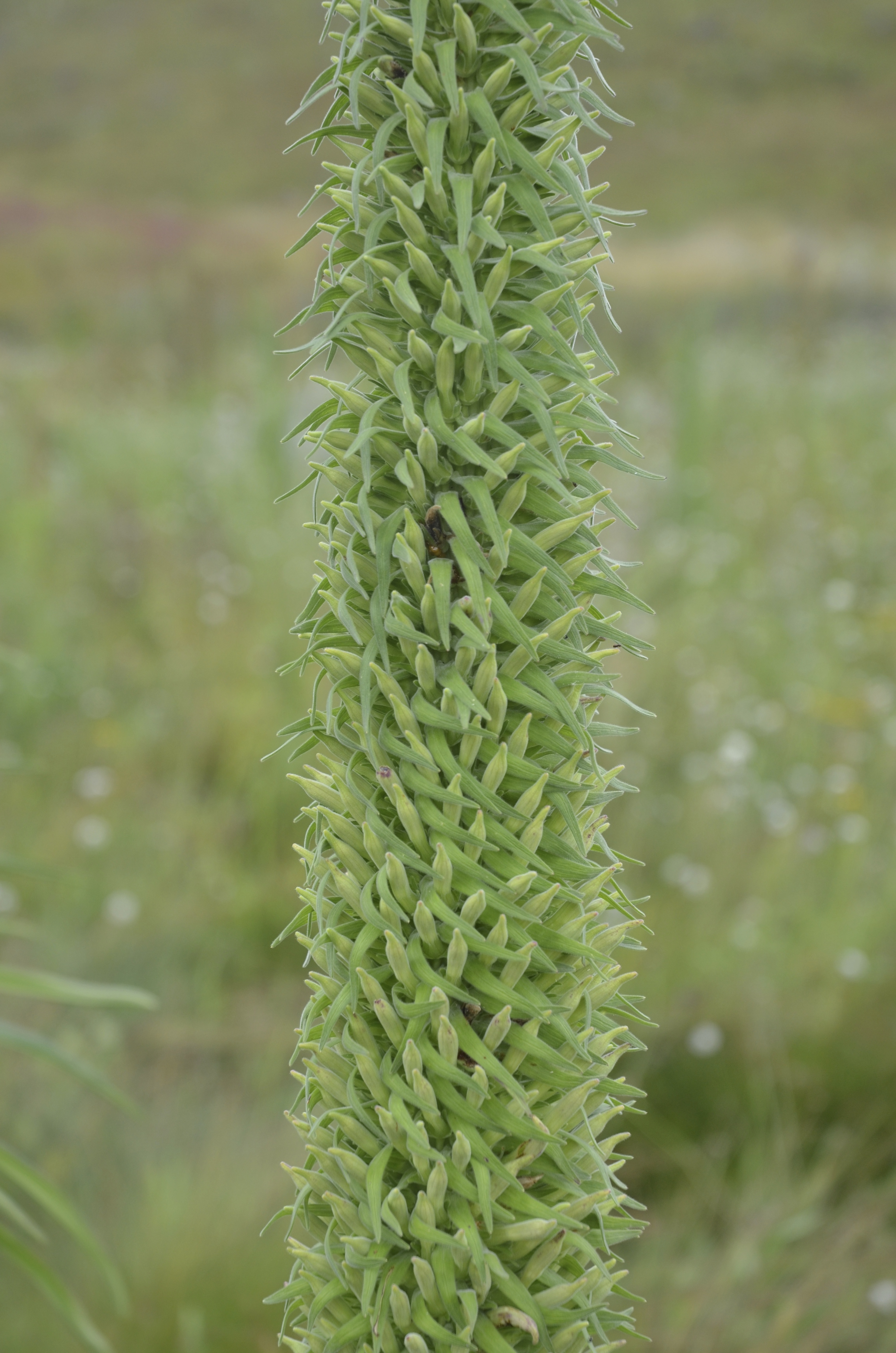
Lobelia mildbraedii
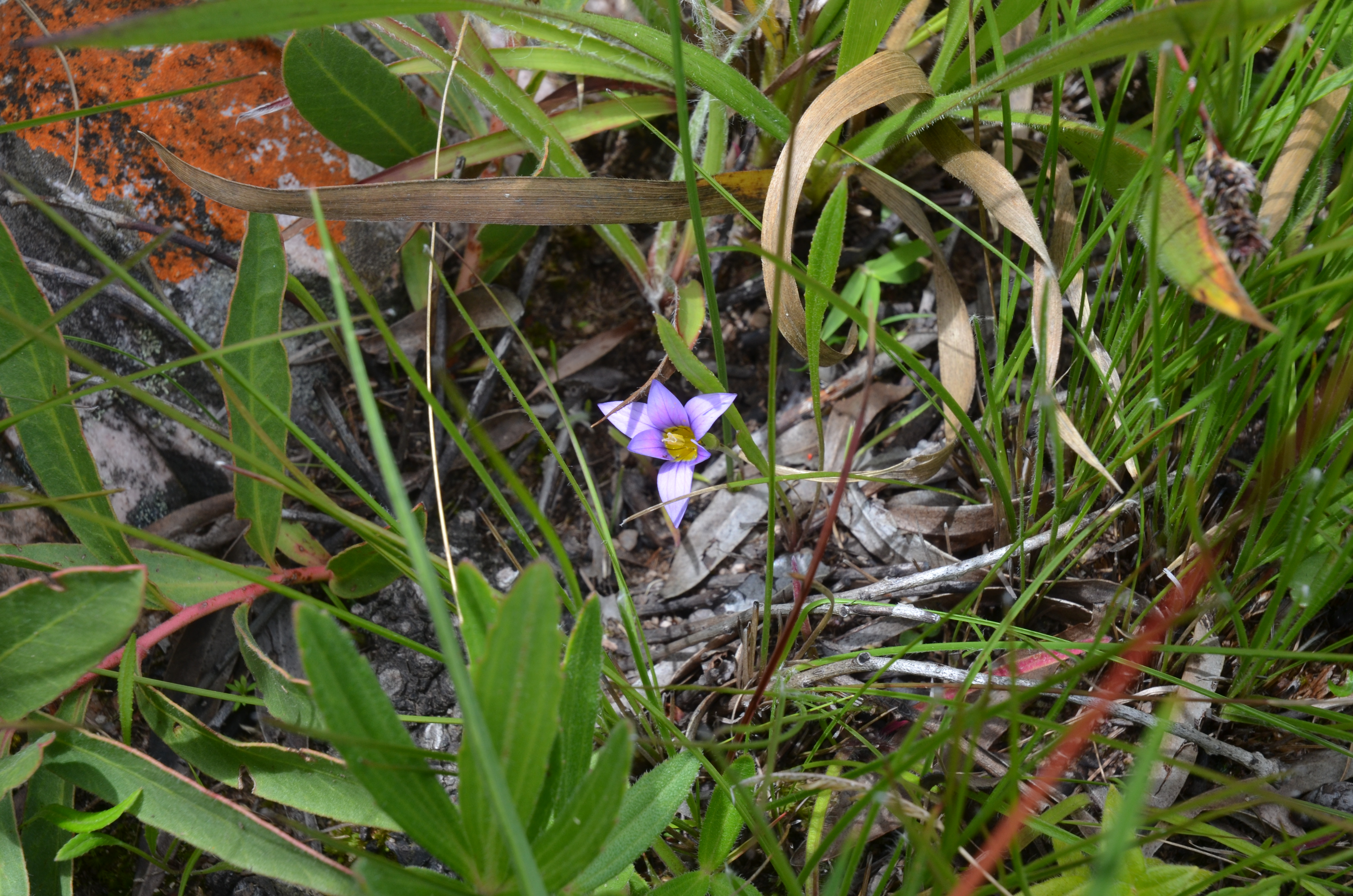
Romulea camerooniana
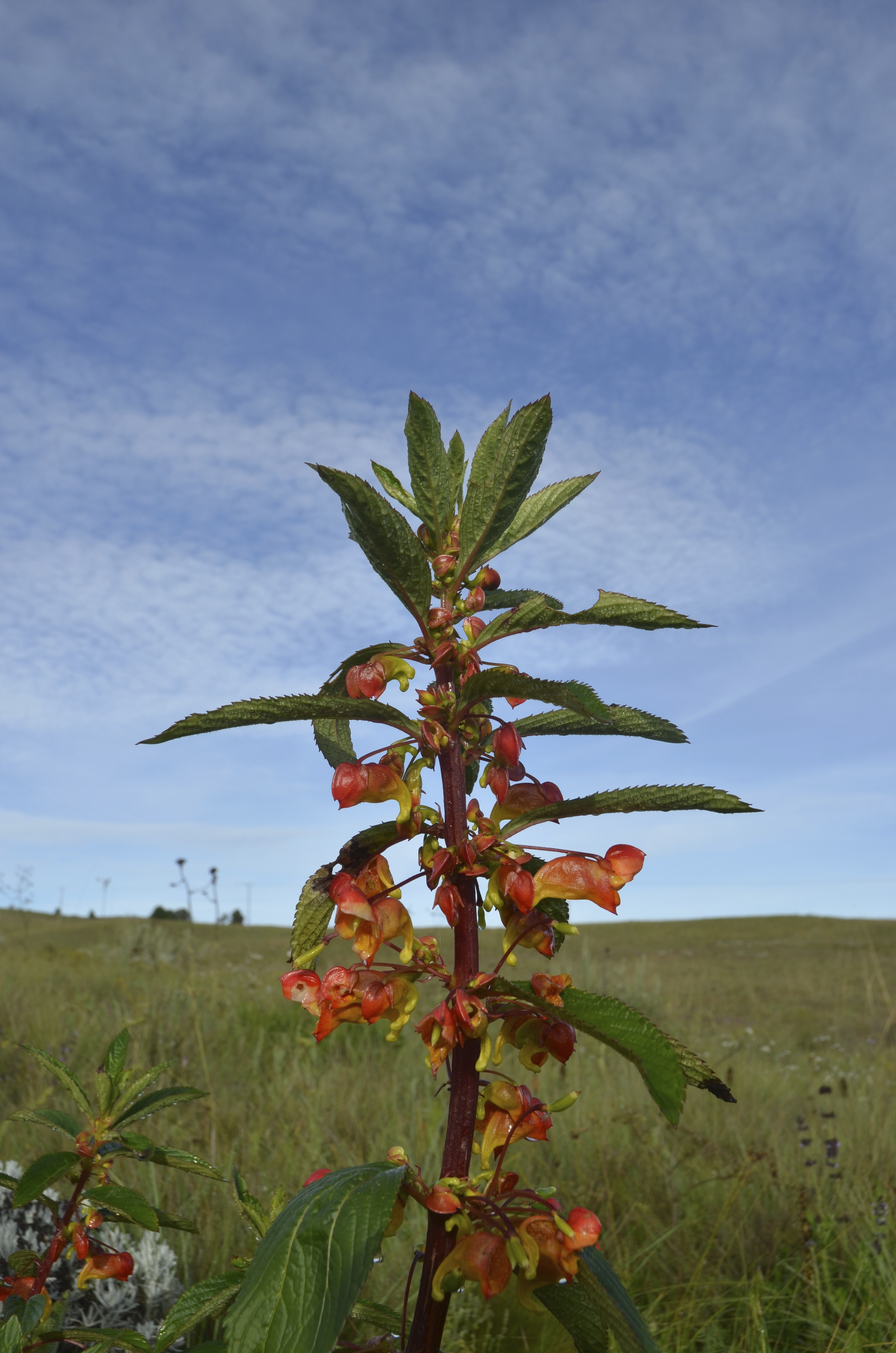
Impatiens gomphophylla
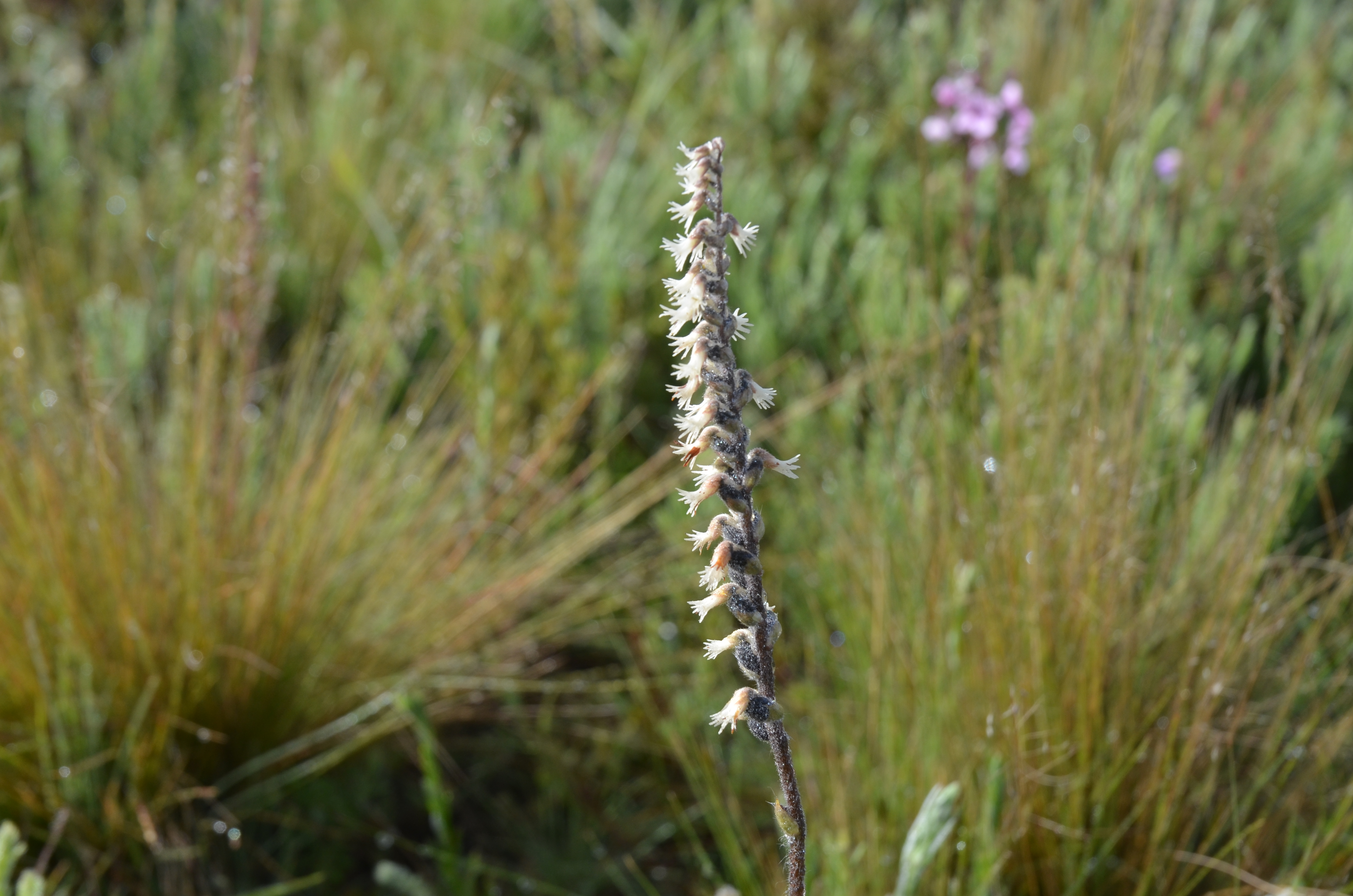
Holothrix nyasae
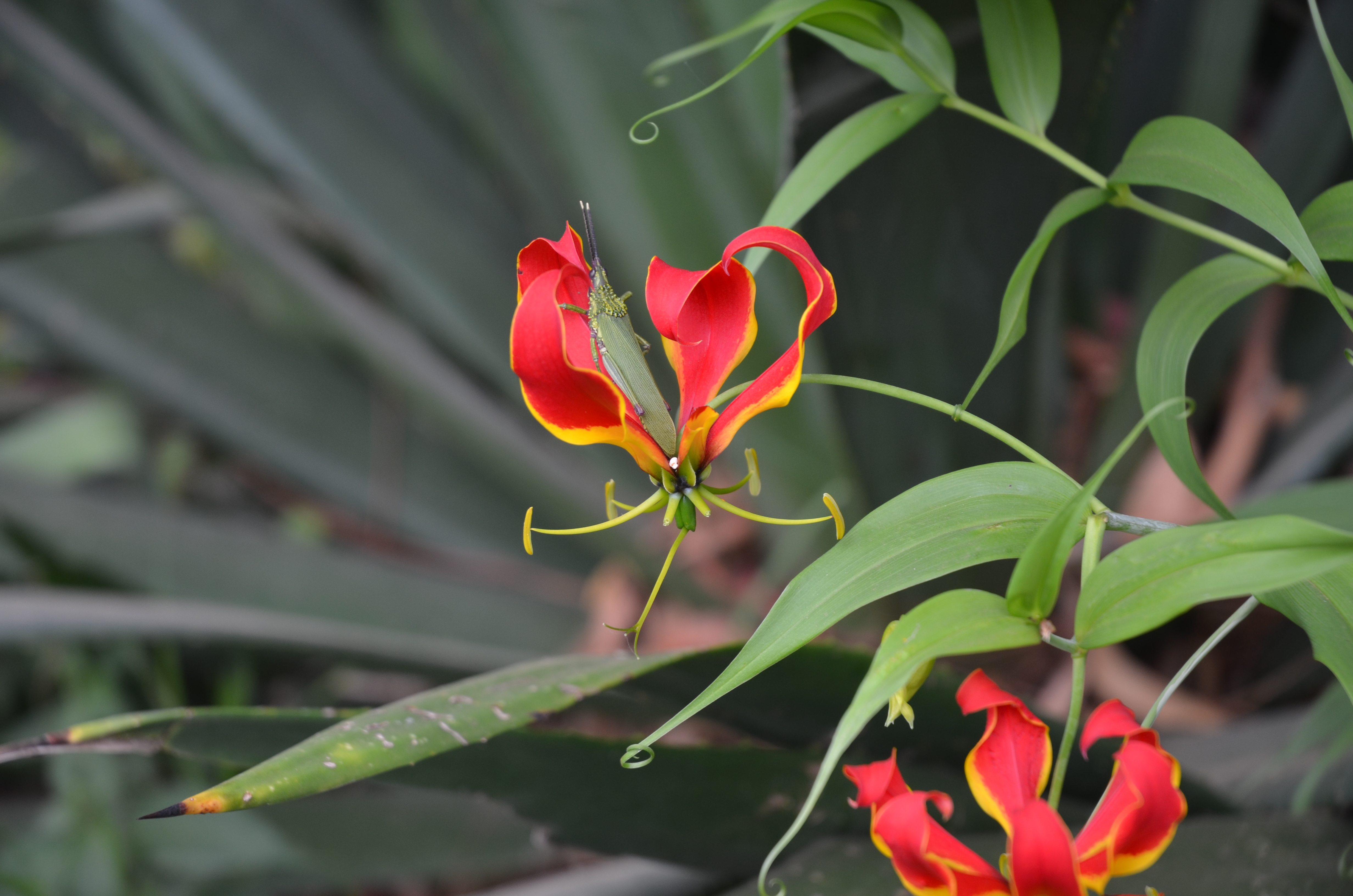
Gloriosa superba

## Fauna
I grandi predatori sono assenti e solo pochi esemplari di ruminanti si aggirano nelle zone di prateria aperta (eland e antilope dei canneti montana).
Nel 2005, i ricercatori della WCS hanno scoperto un nuovo primate nella zona intorno al monte Rungwe e nell'area della foresta di Livingstone all'interno del parco. Originalmente battezzata come Mangabey, in seguito il suo nome è stato cambiato con il termine tanzaniano di Kipunji, si tratta di uno dei 25 Primati più minacciati di estinzione sul pianeta.

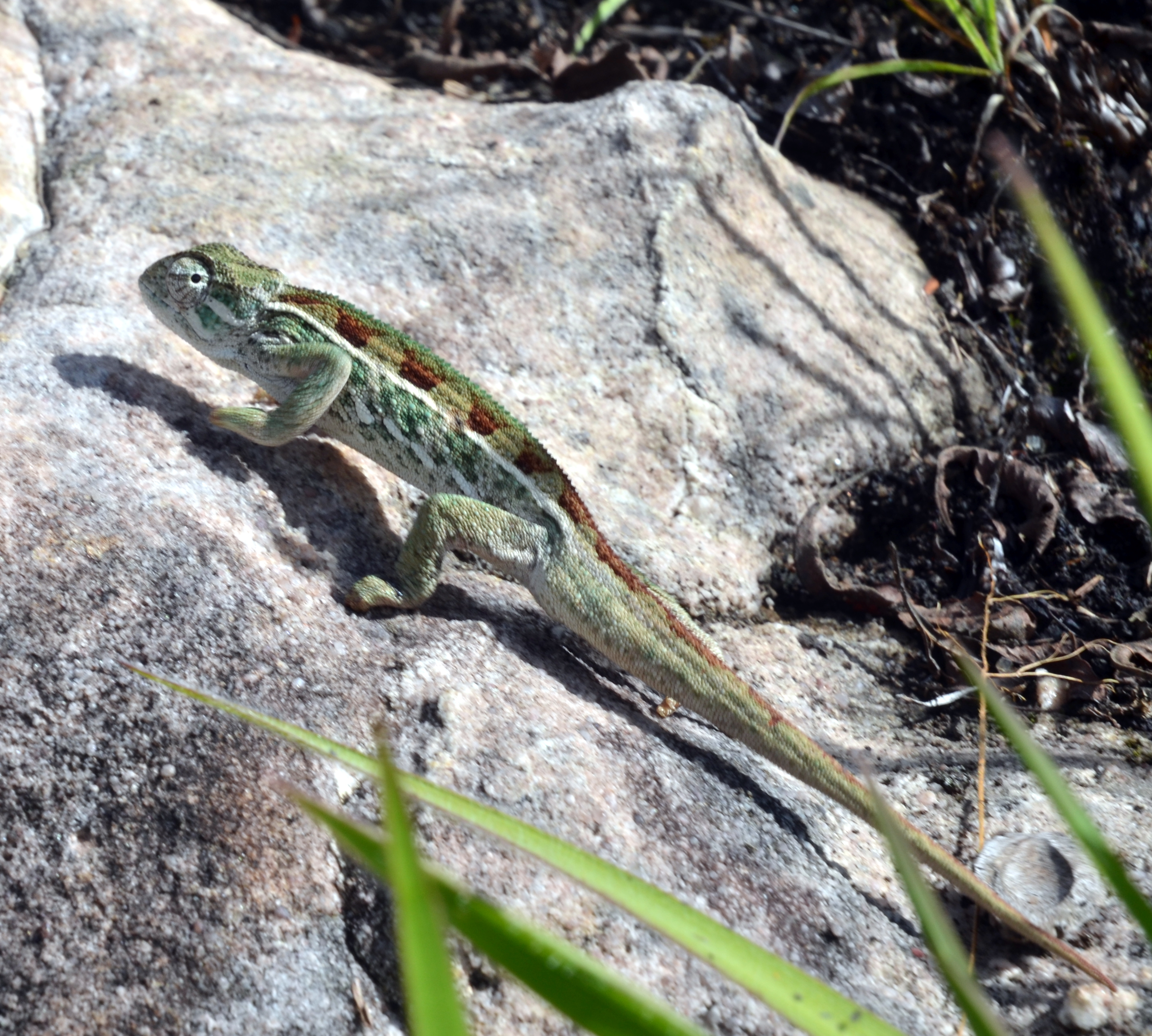
Trioceros tempeli

Dal punto di vista ornitologico, si trovano motivi di interesse: nel parco risiede l'unica colonia tanzaniana della rara otarda di Denham, oltre a una colonia in riproduzione di rondine blu, minacciata di estinzione, e altre specie limitate a ambienti di montagna come la Euplectes psammacromius, Cisticola njombe e Crithagra melanochrous. Infine, sono riportate specie endemiche di farfalle, camaleonti, lucertole e rane.

## Accessi
Arrivare al parco di Kitulo affittando una macchina è raccomandabile solo a chi abbia una consolidata esperienza di guida nel paese e qualche nozione basica di swahili per potersi trarre d'impaccio. Alcuni operatori turistici sono in grado di organizzare il viaggio. Per muoversi usando i mezzi di trasporto pubblico, la prima tappa da raggiungere è Iringa, poi Chimala (sulla sinistra andando in direzione di Mbeya) e poi da Chimala inizia la salita che porta a Matamba.

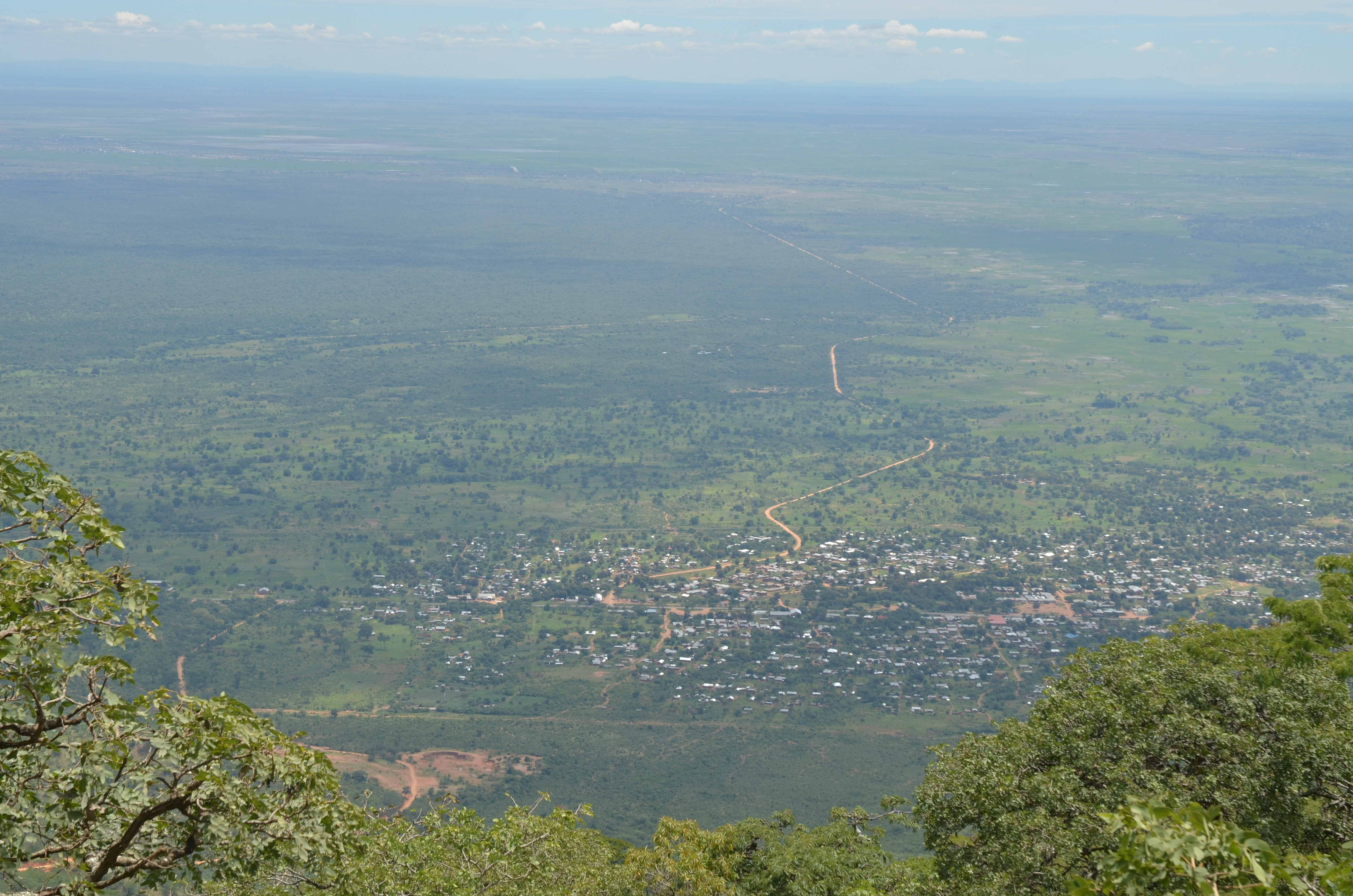
Il villaggio di Chimala dall'altopiano

## Strutture ricettive
A Matamba, sull'altopiano, si trova la sede del parco e anche un alloggio basico dove pernottare.